# Danmarks medborgarskapslag

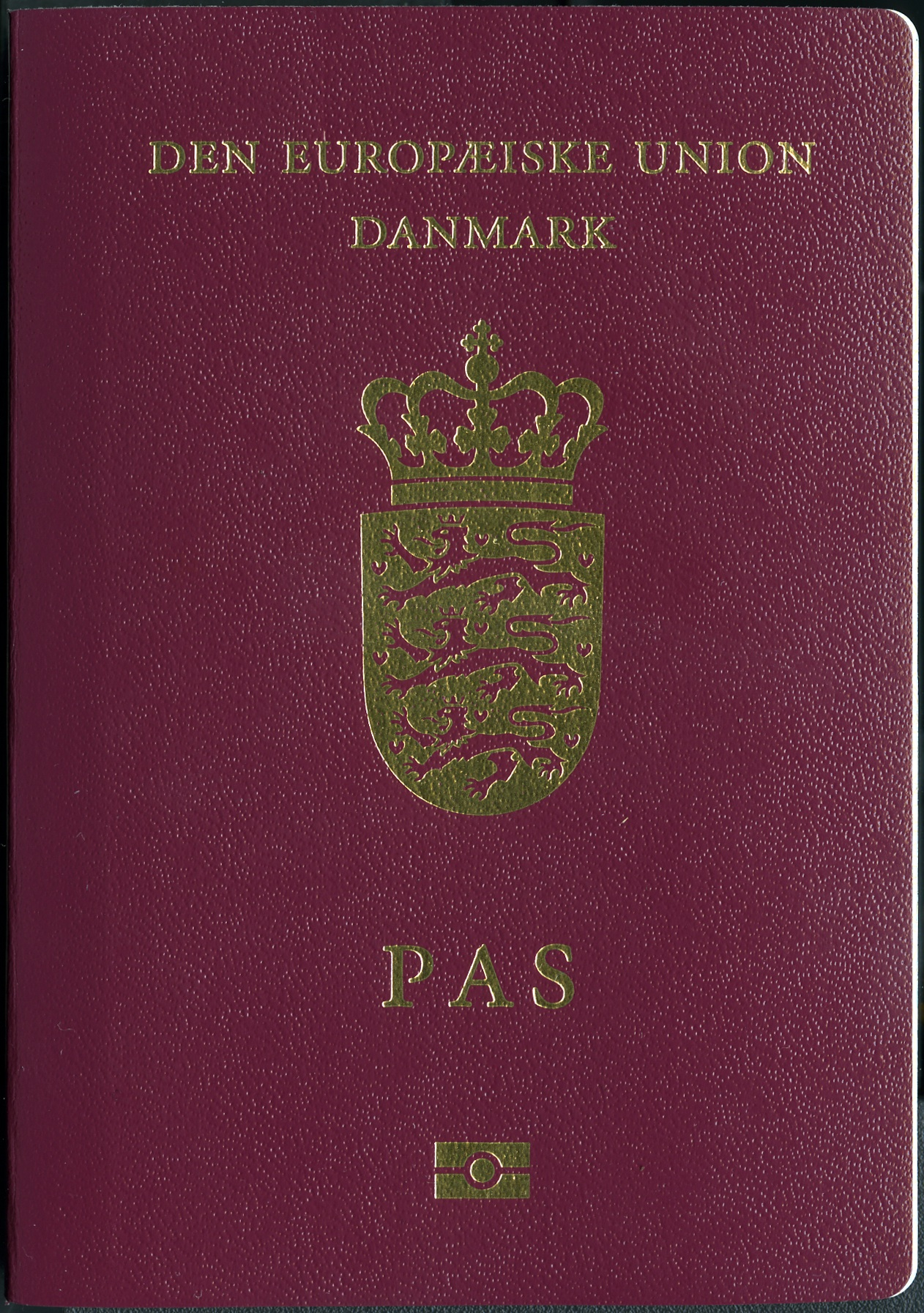
Framsidan till ett danskt pass.

Danmarks medborgarskapslag (Dansk indfødsret) är de danska lagar som avgör vilka personer som är eller kan bli danska medborgare. Den omtalas i Danmarks rikes grundlag som §44 1st med lydelsen "Ingen udlænding kan få indfødsret uden ved lov." Själva lagen obenämns som lov om dansk indfødsret.[källa behövs]

## Att få medborgarskapet
Dansk medborgare kan man bli genom att födas till det, eller få medborgarskap. Alla vars föräldrar är danska medborgare, har rätt att bli medborgare. Adopterade som har danska adoptivföräldrar blir medborgare om de är under 12 års ålder. Färingar och grönländare betraktas som danskar på grund av Rigsfællesskabet. Statslösa personer kan bli danska medborgare efter 8 år. Övriga blir medborgare efter 9 års oavbruten bosättning i Danmark. Är man gift med en dansk medborgare minskas antalet år som krävs, likaså om man är sambo med en, därefter gifter sig. En specialregel är att om man är gift med en dansk som arbetar för danska intressen, och detta arbete kräver att den danska medborgaren befinner sig utanför Danmark, så kan man bli medborgare utan att vara i Danmark, men det kräver dock att man har rätt att befinna sig i Danmark och att man någon gång befunnit sig i Danmark - då räknas hela giftermålet som att vara i Danmark. Det tar två år att återfå danskt medborgarskap.[källa behövs]
Förutsättningar för att bli dansk medborgare är att man lagligt befunnit sig i landet under minst nio år, att man har långtgående kunskaper om Danmark som land och i danska språket samt är ekonomiskt självförsörjande.
Sedan år 2018 är ett handslag en förutsättning för att få medborgarskap efter en omröstning i Folketinget, efter att ett antal sökande vägrat skaka hand med statstjänstemän under medborgarskapsceremonin.

### Dubbla medborgarskap
Danmark medgav länge ej dubbla medborgarskap, men detta ändrades år 2015 då det blev tillåtet.

### Nordiska medborgare
Nordiska medborgare kan förklara sig medborgare, om de bott i Danmark i två år eller av och till i 10 år. Detsamma gäller tyska medborgare som är Dansksinnade sydslesviger och personer från Nordfrisiska öarna om dessa gått i dansk skola innan de var 12 år.[källa behövs]

## Att nekas medborgarskap

### Kriminalitet
Invandrare som har begått lagöverträdelser som resulterat i fängelsestraff på 1 år eller mer, eller tre månaders fängelsestraff för personfarlig kriminalitet, kan aldrig bli danska medborgare. Detsamma gäller för de som dömts för förseelser mot Straffelovens kapitel 12 och 13 som bland annat omfattar terrorism eller de som dömts för gängkriminalitet.
Vid andra former av brott är medborgarskap inte möjligt att få under en karenstid. Till exempel medför ett bötesstraff på 3000 danska kronor en karenstid på 4.5 år. Vid återfall till liknande brottslighet förlängs karenstiden med tre år.

### Syrienkrigares barn
I mars 2018 ändrade Danmark sin medborgarskapslag så att syrienkrigares barn inte längre automatiskt fick medborgarskap i Danmark.

### Vid tilldelning av medborgarskap i annat land
Det är enkelt att mista sitt danska medborgarskap. Tidigare  förlorades det automatiskt om man blev medborgare i ett annat land. Dessa regler ändrades dock 1 september 2015.  Vid 22 års ålder förloras medborgarskapet om man ej bott i eller vistats i landet, om detta utland varit utanför norden. Det går även att avsäga sig medborgarskapat, om detta ej skulle göra ansökanden statslös.[källa behövs]